# Jovem Pan FM Alto Vale
Jovem Pan FM Alto Vale é uma emissora de rádio brasileira com concessão em e sede em Rio do Sul, cidades do interior de Santa Catarina. Opera na frequência 93,9 MHz, oriunda da migração AM-FM e é afiliada da Jovem Pan FM.

## História
Em agosto de 2019, foi noticiado que a região de Rio do Sul irá receber uma afiliada da Jovem Pan FM, esta que será chamada de Jovem Pan FM Alto Vale. Com essa estreia sobe para cinco o número de afiliadas da Jovem Pan FM no estado de Santa Catarina, completando a cobertura da rede na região do Vale do Itajaí, que já possui a Jovem Pan FM 94.1 de Itajaí e a Jovem Pan FM 91.1 de Joinville, que parte do norte do estado.
Em 18 de outubro, a emissora entra em formato de expectativa para a estreia programada para o dia 28, a emissora englobará um público de 100 mil pessoas e estreará ao 12h00 antes de começar o Pânico. Em 28 de outubro, como já era previsto, a emissora estreou oficialmente na região de Rio do Sul.
Em 2022, o grupo decidiu fazer alterações em suas emissoras. Para concorrer de forma direta com a 93,3 FM do mesmo segmento e que pertence a outro grupo de comunicação, a emissora decidiu mudar a sintonia da Jovem Pan FM Alto Vale para FM 92,3, oriunda da migração da Jovem Pan News Difusora que sai do AM e assume o FM 93,9. Assim terá uma grande ampliação de cobertura já que terá a classe A1, podendo alcançar mais cidade, já que o sinal em FM 93,9 é mais restrito (porém houve pedido de aumento de classe). A mudança é prevista para o fim de março.
No dia 22 de março de 2022, a Jovem Pan News Difusora desligou os transmissores da AM 620 em definitivo e com isso se preparavam para a migração do AM para FM, na qual é a frequência FM 92,3 que vai transmitir a Jovem Pan FM Alto Vale. Depois de uma semana e meio de trabalhos técnicos, a migração ocorreu no dia 31 de março e assim, deixando o FM 93,9 para transmitir a cô-irmã Jovem Pan News Difusora.
Em 26 de Junho de 2024, a Rádio Jovem Pan News Difusora é extinta para dar lugar a Massa FM 92.3 de Ituporanga e a Jovem Pan FM Alto Vale passa a ter a frequência FM 93,9 MHz.